# Абашкін Володимир Дмитрович
Володимир Дмитрович Абашкін (нар. 10 лютого 1935, Тросна) — бригадир монтажників Жданівського спеціалізованого управління № 118 тресту «Азовстальконструкція», Герой Соціалістичної Праці.

## Біографія
Народився 10 лютого 1935 року в селі Тросна (тепер Орловської області Росії).
Працював бригадиром монтажників СУ-118 тресту «Азовстальконструкція». Брав участь у будівництві нових цехів комбінатів імені Ілліча і «Азовсталь».

## Нагороди
Герой Соціалістичної Праці з 1977 року. Звання присвоєно за будівництво киснево-конверторного цеху заводу «Азовсталь».
Нагороджений орденом Леніна, медалями.